# Clippertonov otok
Clippertonov otok (francosko Île de Clipperton, île Clipperton, île de la Passion ali La Passion-Clipperton) ali preprosto Clipperton je nenaseljen koralni atol, ki leži v Tihem oceanu. Od mehiške obale, ki je hkrati najbližje kopno, je oddaljen 1080 km (od mesta Acapulco je oddaljen 1280 km). Otok danes pripada Franciji. Na njem gnezdijo morske ptice, rakovice, okoliško morje pa je polno morskih psov.
Leta 1521 ga je odkril Ferdinand Magellan, ime pa nosi po angleškem piratu, ki naj bi v 18. stoletju nekaj časa bival na njem.